# Carea subvia
Carea subvia är en fjärilsart som beskrevs av Alfred Ernest Wileman och Reginald James West 1929.
Carea subvia ingår i släktet Carea och familjen trågspinnare. Inga underarter finns listade i Catalogue of Life.